# Абалачевское сельское поселение
Абалачевское се́льское поселе́ние — муниципальное образование в Менделеевском районе Татарстана Российской Федерации.
Граничит с Брюшлинским сельским поселением (вместе образуют эксклав, отделённый от основной части района), а также с Елабужским районом Татарстана и с Граховским районом Удмуртии. 
Административный центр — деревня Абалачи.

## История
Статус и границы сельского поселения установлены Законом Республики Татарстан от 31 января 2005 года № 29-ЗРТ «Об установлении границ территорий и статусе муниципального образования "Менделеевский муниципальный район" и муниципальных образований в его составе».

## Население
| 2010 | 2011 | 2012 | 2013 | 2014 | 2015 | 2016 |
| ---- | ---- | ---- | ---- | ---- | ---- | ---- |
| 391  | ↗392 | ↘381 | ↗383 | ↘379 | ↘375 | ↗380 |
| 2017 | 2018 |      |      |      |      |      |
| ↗388 | ↘376 |      |      |      |      |      |

## Состав сельского поселения
| № | Населённый пункт | Тип населённого пункта          | Население (2010) |
| - | ---------------- | ------------------------------- | ---------------- |
| 1 | Абалачи          | деревня, административный центр | 305              |
| 2 | Тагаево          | деревня                         | 86               |